# Julbernardia pellegriniana
Julbernardia pellegriniana là một loài thực vật có hoa trong họ Đậu. Loài này được Troupin miêu tả khoa học đầu tiên.